# Wereldvoedseldag
Wereldvoedseldag is een dag waarop voedsel centraal staat en er wereldwijd aandacht voor voedselzekerheid in de wereld wordt gevraagd. De dag wordt jaarlijks gehouden op 16 oktober.
De Voedsel- en Landbouworganisatie van de Verenigde Naties organiseert activiteiten en conferenties rond wereldvoedseldag, waaraan ongeveer 150 landen meedoen. Elk jaar sinds 1981 staat een ander thema centraal. Ook andere (milieu-)organisaties schenken aandacht aan een gelijkere verdeling van voedsel over de wereld, bijvoorbeeld door een wereldmaaltijd te serveren.

## Achtergrond
Meer dan 840 miljoen mensen in de wereld hebben dagelijks niet genoeg voedsel en schoon drinkwater. Elke dag sterven er circa 24 duizend mensen aan honger en de gevolgen daaraan, circa 18 duizend daarvan zijn kinderen onder de vijf jaar. (Quelle: FAO, UNICEF)